# Мара (река)
Ма́ра (англ. Mara River) — река в Кении и Танзании. Длина — 395 км. Исток находится в центральной части Кении. Река дала название заповеднику Масаи-Мара. Маршрут миграции копытных животных заповедника пересекает реку. Площадь бассейна Мары составляет 13 504 км², из которых примерно 65 % находится в Кении и 35 % в Танзании. 
От истока в горах Кении река течёт на юго-запад. Течение реки можно условно разделить на четыре участка: склоны Мау (где в Мару впадают притоки Амала и Ньянгорес), кенийские пастбища (впадают Талек, Энгаре и Энгито), заповедные территории (впадает Санд) и нижнее течение в Танзании. Далее в болотистой местности Мара впадает в озеро Виктория. На границе Кении и Танзании Мара протекает по территории заповедника Серенгети. На берегах Мары в большом количестве обитают нильские крокодилы.